# شاي ياوبون

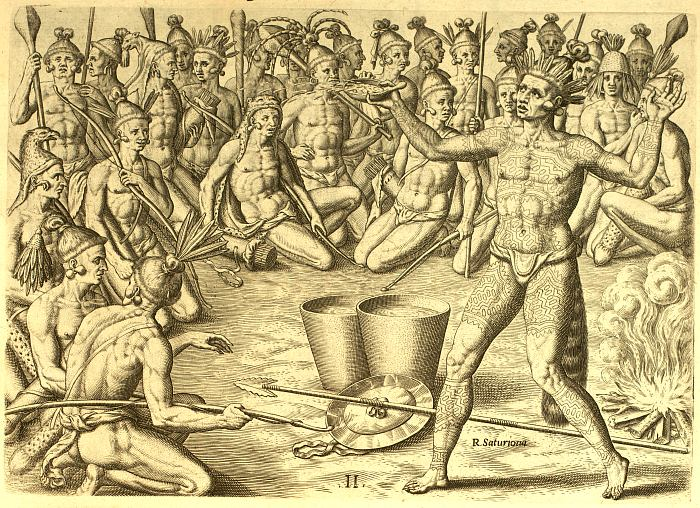
يقوم زعيم قبيلة تيموكوا ساتوريوا (1562-1565) بإعداد رجاله للمعركة بشرب شاي اليوبون. نقشه جاك لو موين وثيودور دي بري.

يشير شاي ياوبون (بالإنجليزية: Yaupon tea) (المعروف أيضًا باسم "المشروب المحبوب" أو "كاسينا" أو "الدواء الكبير" أو "المشروب الأبيض" بين السكان الأصليين؛ و"الم شروب الأسود" أو "شاي كارولينا" أو "شاي البحار الجنوبية" أو "الشاي الهندي" بين الأوروبيين) إلى عدة أنواع من المشروبات التي تحتوي على الكافيين والتي تم تخميرها في الأصل على يد الأمريكيين الأصليين في جنوب شرق الولايات المتحدة واستعملها الأوروبيون والأمريكيون لاحقًا. يتم تخمير الشاي عمومًا من ياوبون من جنس البهشية (Ilex vomitoria)، وهو نبات يستوطن سواحل المحيط الأطلسي والخليج، وهو مرتبط بنبات ماتي من جنس البهشية وجوايوسا. ربما كان المشروب الأصلي يشمل أيضًا نبات داهون هولي (Ilex cassine) والأعشاب الأخرى ذات الصلة.

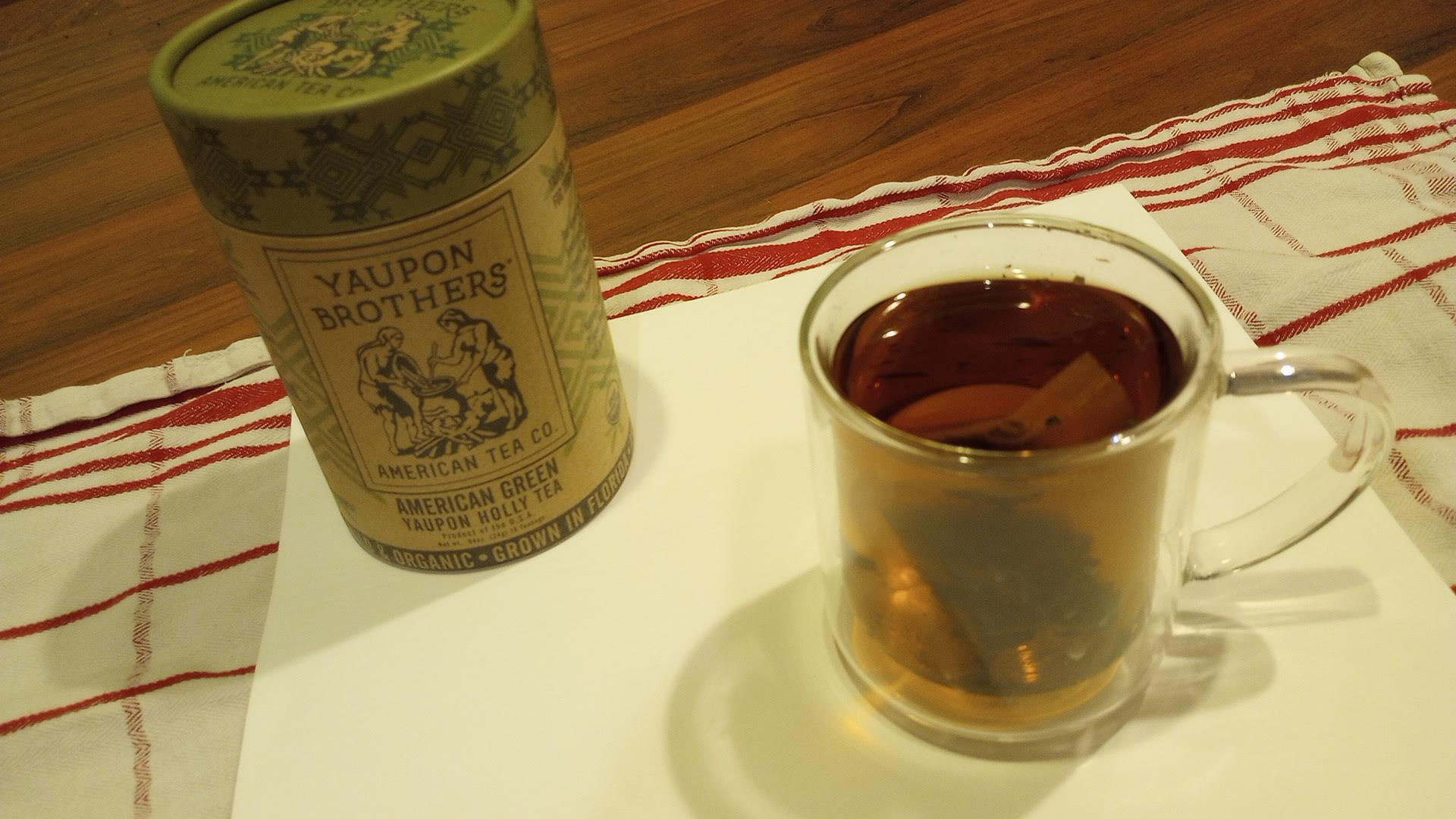
كوب من شاي ياوبون الأمريكي المعاصر والذي أصبح الآن متاحًا تجاريًا في الولايات المتحدة

تم استخدام مشروب ياوبون عالي التركيز في طقوس مختلفة، بما في ذلك مراسم التطهير بواسطة قبائل يوتشي وكادو وتشيكاسو وشيروكي وتشوكتاو وموسكوجي وتيموكوا وتشيتيماشا وغيرهم من قبائل الشعوب الأصلية في الغابات الجنوبية الشرقية. علاوة على ذلك، قامت مجموعات أخرى من السكان الأصليين الذين لم يعيشوا ضمن النطاق الطبيعي لنبات الياوبون بالتجارة فيه أو زراعته. وقد تم تأكيد استخدامه أيضًا في مدينة كاهوكيا القديمة في ولاية ميسيسيبي. كان السكان الأصليون يستخدمون شاي الياوبون كمشروب اجتماعي في اجتماعاتهم، وكان يُقدم للضيوف كمشروب ترحيبي. كما استخدموه أيضًا كشاي طبي. وكان يتم شربه أيضًا كمشروب منشط يومي، وكان الرجال يشربون توعا قويا منه قبل المعركة. كان معروفًا بأسماء مختلفة، بما في ذلك "المشروب الأبيض" (نظرًا لارتباطه بالنقاء)، و"المشروب المحبوب" (حيث يُعرف النبات باسم "الشجرة المحبوبة") بالإضافة إلى "المشروب الأسود" (من قبل الأوروبيين، بسبب لون المشروب القوي).
تختلف طرق التحضير والبروتوكولات بين القبائل والأماكن الاحتفالية؛ ومن المكونات البارزة في الشاي أوراق وسيقان نبات الياوبون المحمصة. تم في بعض الأحيان تصنيع مشروب الياوبون في صورة مركزة للغاية والتي قد تحتوي على أعشاب أخرى قد تكون لها خصائص مقيئية. ربما كان الصيام قبل الاحتفالات، إلى جانب الاستهلاك المفرط لكميات كبيرة من المشروب، سببًا أيضًا للقيء الذي لاحظه الأوروبيون. أدت هذه الملاحظات إلى ربط المشروب بالتقيؤ، وكذلك إلى اسمه العلمي الحديث، على الرغم من أن أوراق الياوبون لا تحتوي على خصائص قيء متأصلة. ومع ذلك، وفقًا لوزارة الزراعة الأمريكية، "لم يجد التحليل الكيميائي الحديث لنبات الياوبون أي مركبات مسببة للقيء أو سامة، وتركيزات الكافيين مماثلة للعديد من أنواع الشاي المسوقة تجاريًا."
أدخل المستعمرون الأوروبيون شاي ياوبون لنظامهم الغذائي (في البداية الإسبان في فلوريدا) في وقت مبكر من القرن السابع عشر، حيث شربوه كمشروب عادي يحتوي على الكافيين. واستمر استخدامه من قبل الأمريكيين البيض الذين يعيشون في الجنوب الأمريكي، وخاصة في كارولينا. لقد انقرض استخدامه إلى حد كبير في أوائل القرن العشرين، ولكن هناك محاولات من عدد قليل من الشركات الأمريكية الصغيرة لإحياء هذا المشروب في الوقت الحالي. استمر استخدام شاي ياوبون أيضًا من قبل العديد من القبائل الأمريكية الأصلية، مثل السيمينول الذين يصنعون مشروبًا أسودًا لحفل الذرة الخضراء السنوي (ومع ذلك، لا يحتوي المشروب دائمًا على ياوبون، لأنه مزيج من نباتات مختلفة).

## التركيبة الكيميائية
تحتوي أوراق نبات ياوبون أو إليكس فوميتوريا (الاسم العلمي: Ilex vomitoria) على مكونات فعالة مثل الكافيين والثيوبرومين وحمض الأورسوليك والثيوفيلين تمامًا مثل نبات اليربا ماتي ونبات الغوايوسا هولي.   تحتوي عشبة إليكس فوميتوريا على نسبة من الكافيين إلى الثيوبرومين تبلغ حوالي 5:1. وبالمقارنة، قد يحتوي الكاكاو على نسبة تتراوح من 1:4 إلى 1:7.
تحتوي الأوراق على 0.0038 إلى 0.2288 في المائة من الكافيين حسب الوزن وفقًا للتجارب التي أجراها آدم إدواردز في عام 2002. وبالمقارنة، يعطي أوين محتوى الكافيين في القهوة ما بين 1.01 و1.42 في المائة  ويمكن أن يوفر الجمع بين محتوى كافيين أقل مع الثيوبرومين والثيوفيلين اليقظة دون العصبية وانخفاض الكافيين.
علاوة على ذلك، وجد أن نبات إليكس فوميتوريا يحتوي على نسبة عالية من مضادات الأكسدة والبوليفينول المضادة للالتهابات التالية: حمض الكلوروجينيك والروتين وحمض النيوكلوروجينيك وحمض الكريبتوكلوروجينيك. ويحتوي أيضًا على الثياكرين والكيرسيتين والسابونين. توصلت دراسة أجرتها جامعة فلوريدا على صنف الياوبون "نانا" إلى أن النبات يحتوي على نفس القدر من مضادات الأكسدة الموجودة في التوت الأزرق.
تحتوي أوراق شجر الياوبون هولي أيضًا على القليل من التانينات أو لا تحتوي عليها على الإطلاق، مما يعني أن الشاي لا يحتوي على مرارة أو قابض. وعلى هذا النحو، فإن الإفراط في نقع الأوراق لن يؤدي إلى الحصول على مشروب مرير.

## الحصاد والتحضير

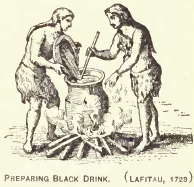
تحضير المشروب الأسود، نقشه جوزيف فرانسوا لافيتو، 1723

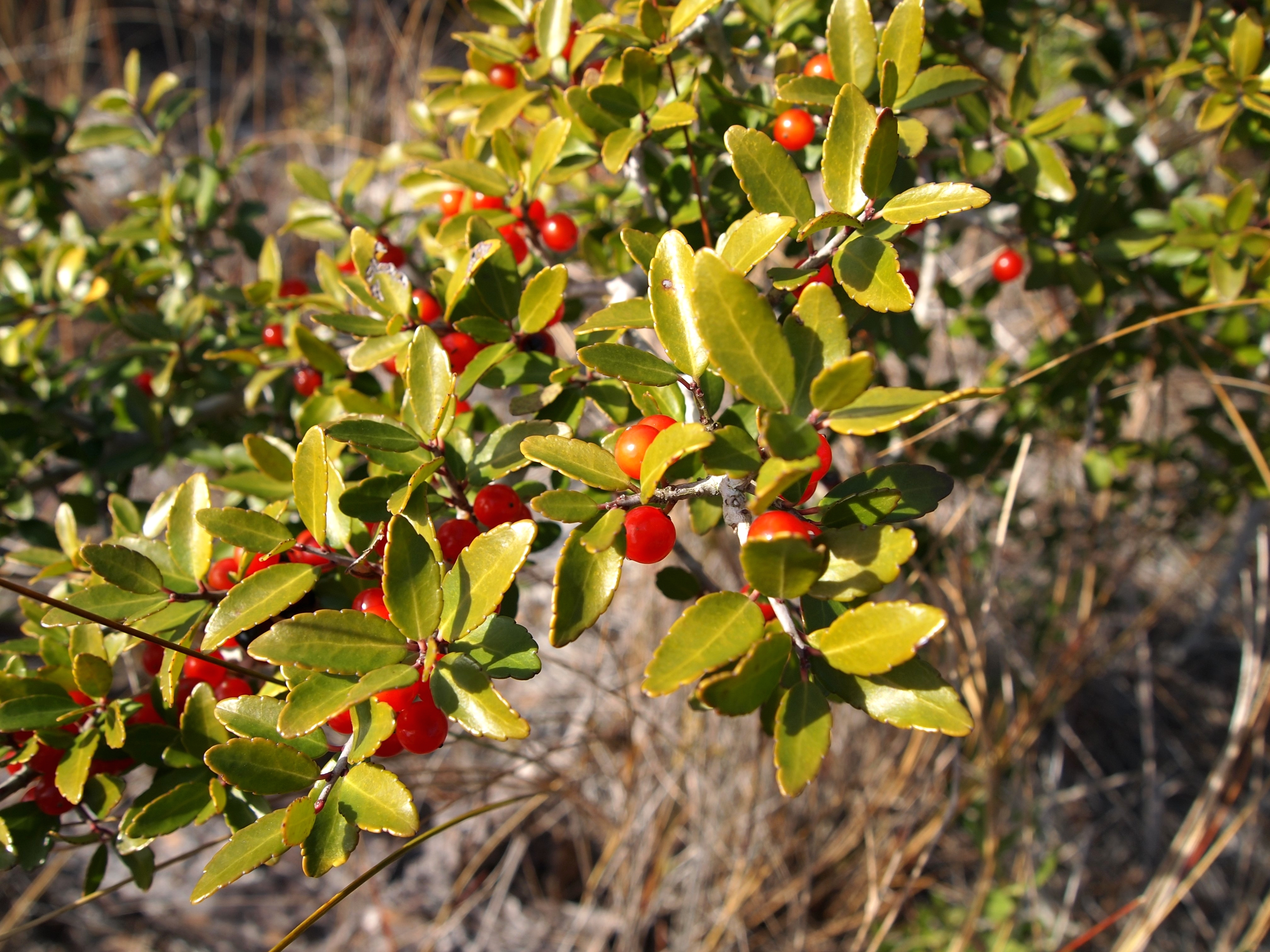
نبات ياوبون هولي

وفقًا للسجلات الإثنوتاريخية، كان يتم قطف أوراق وأغصان الياوبون المستخدمة في "المشروب المحبوب" في أقرب وقت ممكن من وقت استهلاكها. بعد قطفها تم تجفيفها بخفة في وعاء خزفي فوق النار. يؤدي التحميص إلى زيادة قابلية ذوبان الكافيين في الماء، وهو نفس السبب الذي يتم من أجله تحميص حبوب البن.
وبعد ذلك يتم غلي الأوراق في أوعية كبيرة من الماء حتى يتحول السائل إلى اللون البني الداكن أو الأسود (ومن هنا جاء اسم "المشروب الأسود"). تم بعد ذلك تتم تصفية السائل في حاويات ليبرد بدرجة كافية حتى لا يحرق الجلد، ويُشرب وهو لا يزال ساخنًا. وبما أن الكافيين يذوب في الماء المغلي أكثر بـ 30 مرة من الماء في درجة حرارة الغرفة، فإن هذا يزيد من تأثيره. وقد تم استهلاكه بعد ذلك في طقوس معينة. ويعتقد أن تأثيراته الفسيولوجية تنشأ أساسًا من تناول جرعات كبيرة من الكافيين. ثلاثة إلى ستة أكواب من القهوة القوية تعادل 0.5 إلى 1.0 جرام من الكافيين؛ وقد يحتوي المشروب الأسود على هذا القدر على الأقل وربما يصل إلى 3.0 إلى 6.0 جرام من الكافيين.
الطريقة العامة لإنتاج المشروب الأسود معروفة، ولكن كل تفاصيل تحضيره واستخدامه الاحتفالي غير معروفة. إن مصدر التأثير القيئي للمشروب الأسود غير معروف وقد تم التكهن به من قبل المؤرخين وعلماء الآثار وعلماء النبات. يعتقد بعض المتخصصين أن السبب في ذلك هو إضافة نبات الإرينجيوم يوكيفوليوم (eryngium yuccifolium) السام.
استلهم المستعمرون الأوروبيون إنتاج أوراق الياوبون من السكان الأصليين وصنعوا مشروبًا أطلقوا عليه أسماء مختلفة بما في ذلك شاي الياوبون والشاي الهندي وشاي كارولينا وشاي البحار الجنوبية أو شاي أبالاتشيا.
إن طريقة إعداد واستخدام مشروب الياوبون من قبل الأمريكيين الأصليين في العصر الحديث أقل توثيقًا. تعرضت وصفات هذا المشروب عبر الإنترنت لانتقادات من بعض الأمريكيين الأصليين باعتبارها خطيرة وربما سامة بسبب تلك الوصفات التي تغفل خطوات رئيسية. ثمار شجر الياوبون هولي سامة. يمكن أن تؤدي إلى الفشل الكلوي ويجب عدم تناولها. قام آدم إدواردز وبرادلي بينيت باختبار سيقان وجذور وأوراق نبات اليوبون. وجدوا أن المادة السامة الوحيدة المحتملة هي الثيوبرومين وهو قلويد، ولكن كميات هذه المادة الكيميائية كانت منخفضة للغاية لدرجة أن جرامًا واحدًا من الكاكاو يحتوي على الثيوبرومين بمقدار 2255 مرة أكثر من اليوبون.

## السجلات الأثرية

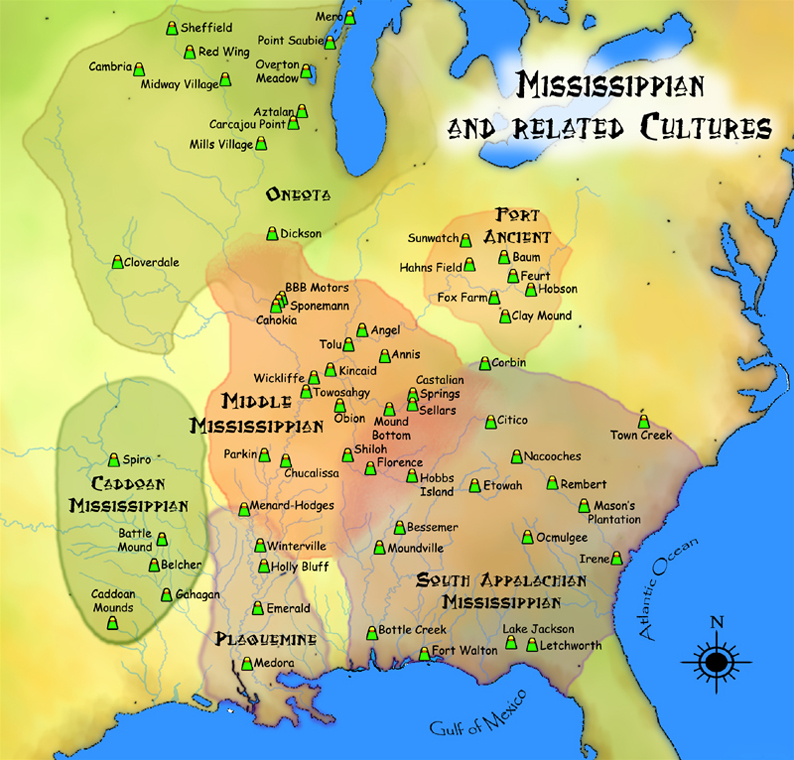
أماكن انتشار الثقافات المسيسيبيية والثقافات ذات الصلة

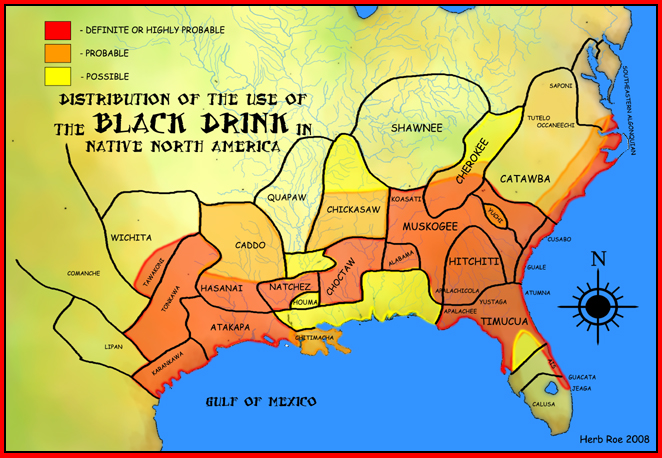
خريطة توضح المدى الجغرافي لاستخدام المشروب الأسود من قبل السكان الأصليين في الغابات الجنوبية الشرقية، قبل إبعاد الهنود في القرن التاسع عشر

لقد أثبت علماء الآثار استخدام أنواع مختلفة من "المشروب المحبوب" بين قبائل الأمريكيين الأصليين منذ العصور القديمة، وربما يعود تاريخها إلى أواخر العصر القديم (من 8000 إلى 1000 قبل الميلاد). خلال فترة هوبويل (من 100 قبل الميلاد إلى 500 بعد الميلاد)، أصبحت أكواب الصدف شائعة في جنائز عليي القوم إلى جانب الفخار الجنائزي والألواح الحجرية والنحاسية المنقوشة. قد تشير أهمية أكواب الصدف إلى بداية انتشار طقوس المشروبات السوداء. إن وجود كل من الأصداف وشجرة الياوبون هولي في نفس الموقع الجغرافي قد يشير إلى أنه قد تم تداولهما معًا في تقليد هوبويل. يمكن استخدام مظهر أكواب الصدف كدليل لظهور ثقافة هوبويل في كثير من الحالات. خلال فترة حضارة المسيسيبي (800-1600 م)، انتشر وجود العناصر المرتبطة بحفل الشراب الأسود في معظم أنحاء الجنوب، مع العديد من الأمثلة من مدن كاهوكيا وإيتوواه وسبير وموندفيل.

### المشروب الأسود في كاهوكيا

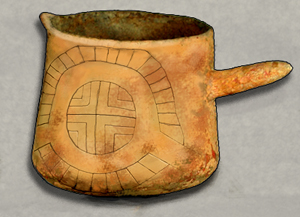
كأس سيراميك من كاهوكيا

عثر علماء الآثار العاملون في كاهوكيا، وهي أكبر مستوطنة ثقافية في ولاية ميسيسيبي تقع بالقرب من مدينة سانت لويس الحديثة، على أكواب فخارية مميزة ونادرة نسبيًا يعود تاريخها إلى الفترة من 1050 إلى 1250 ميلادي. الأكواب عبارة عن أواني صغيرة مستديرة ذات مقبض على أحد الجانبين وشفة صغيرة على الجانب المقابل. وقد تم نقش أسطح الأوعية غير المطبوخة بزخارف تمثل الماء والعالم السفلي وتشبه أصداف الحلزون البحري المعروف في استخدامها لاستهلاك المشروب خلال العصور التاريخية. وقد وُجد أن الجزء الداخلي من الأوعية مطلي ببقايا نباتية، وعند اختبارها وُجد أنها تحتوي على الثيوبرومين والكافيين وحمض الأورسوليك بنسب تدل على أنها جاءت من نبات إليكس فوميتوريا.
إن وجود المشروب الأسود في منطقة كاهوكيا الكبرى في هذا التاريخ المبكر يدفع استخدام المشروب الأسود عدة قرون إلى الماضي. إن وجود المشروب الأسود على بعد مئات الأميال خارج نطاقه الطبيعي على السواحل الشرقية والخليجية هو دليل على وجود شبكة تجارية كبيرة مع الجنوب الشرقي، وهي التجارة التي شملت أيضًا أسنان أسماك القرش وأصداف الحلزون البحري. وهذا ما تؤكده الروايات التاريخية. يذكر جون بريكل في كتابه "التاريخ الطبيعي لولاية كارولينا الشمالية" (1737) أن الشعوب الأصلية في ساحل كارولينا الشمالية "كانت تحملها في كثير من الأحيان [شاي ياوبون] إلى الهنود الغربيين، الذين كانوا يعطونهم جلود الغزلان وغيرها من الضروريات التي يحتاجونها".

### الأكواب الصدفية

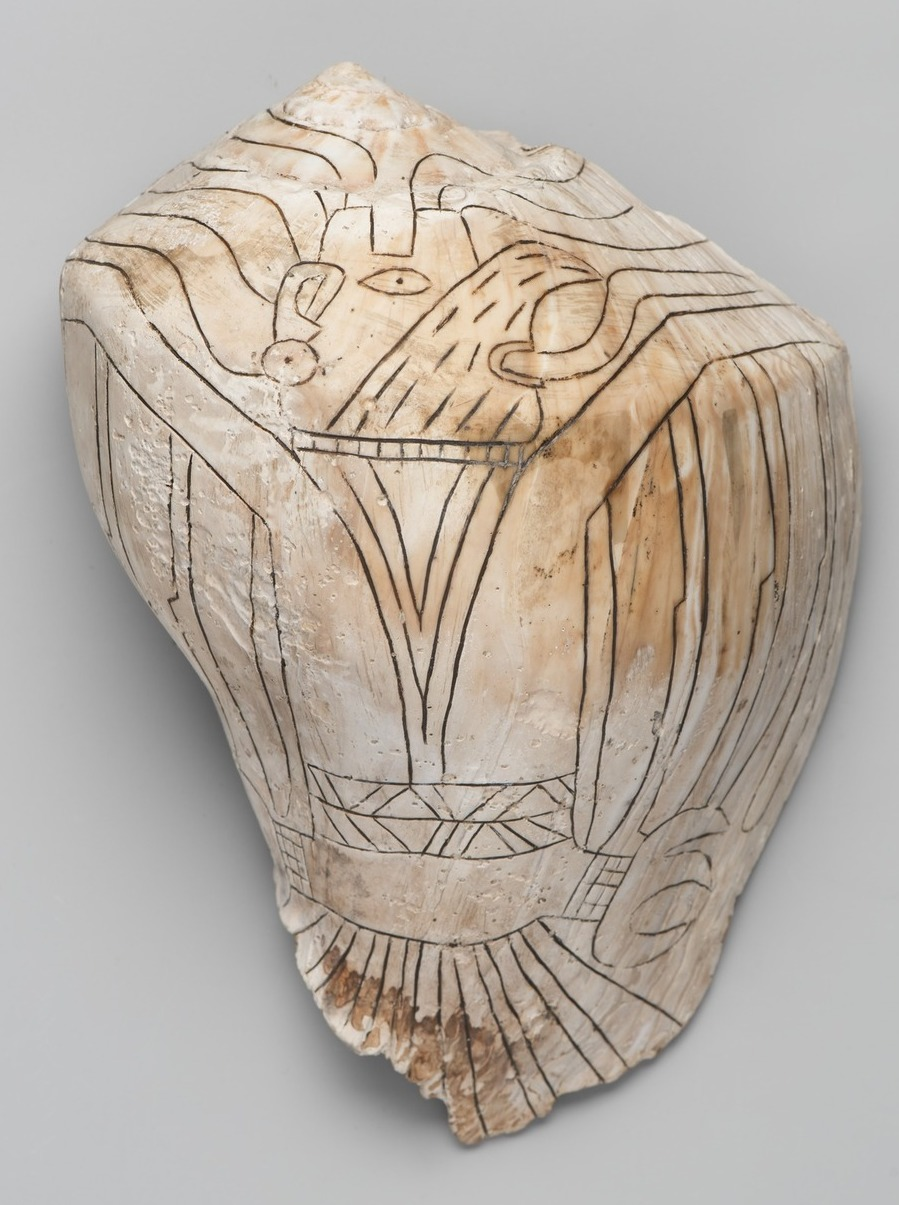
كأس صدفي يُظهر محارب الصقر، من تلال سبيرو، شرق أوكلاهوما

في الروايات التاريخية من القرنين السادس عشر والسابع عشر، كان يتم شرب المشروب الأسود عادة في الطقوس باستخدام كوب مصنوع من أصداف بحرية. تم التعرف على ثلاثة أنواع رئيسية من الأصداف البحرية التي تستخدم كأكواب للشراب الأسود، وهي الحلزون البحري وخوذة الإمبراطور وصدفة الحصان. كان الحلزون البحري الأكثر شيوعًا. تتم إزالة العمود المركزي، الذي يمتد طوليًا إلى أسفل القشرة، وصقل الحواف الخشنة لصنع كوب يشبه المغرفة. يتم بعد ذلك استخدام العمود كقلادة، وهو الزخرف الذي يظهر بشكل متكرر في تصميمات المجمع الاحتفالي الجنوب الشرقي. في السجل الأثري، عادة ما يتم العثور على المعلقات العمودية بجانب الأسهم ثنائية الفصوص، والصولجانات الحجرية وحلقات الأذن وخرز القلادة.
تم العثور على قطع أثرية مصنوعة من هذه الأصداف البحرية في أقصى الشمال حتى ولاية ويسكونسن وفي أقصى الغرب حتى ولاية أوكلاهوما. وقد وجد أن العديد من عينات الكؤوس من ماوندفيل وسبيرو تحتوي على حلقات من بقايا سوداء في القيعان، مما يشير إلى أنها كانت تستخدم في طقوس شرب المشروبات السوداء. تم نقش صور المجمع الاحتفالي الجنوب الشرقي على العديد من أكواب الصدف التي وجدت في تلال ثقافة المسيسيبي. هناك بعض الأمثلة التي تصور ما يُعتقد أنها طقوس إغداد الشراب الأسود، بما في ذلك ما فسره بعض علماء الأنثروبولوجيا على أنه قيء يخرج من أفواه كائنات أسطورية.

### جنوب غرب الولايات المتحدة وشمال غرب المكسيك

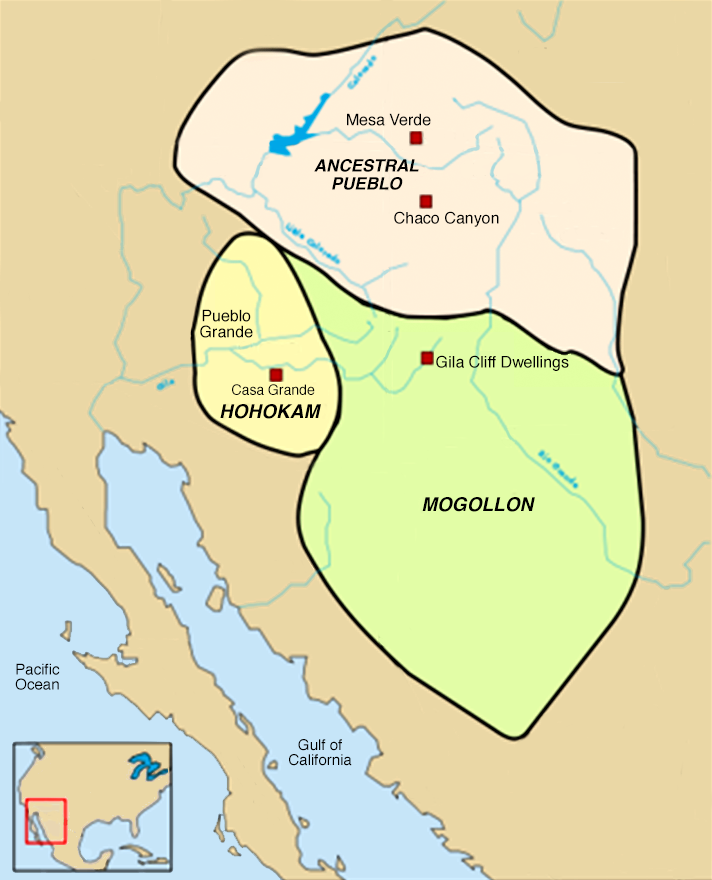
خريطة ثقافة بويبلو الأصلية والثقافات المجاورة: هوهوكام وموجولون

أظهرت عينات الفخار المستردة من مواقع في جنوب غرب الولايات المتحدة الحديثة وشمال غرب المكسيك المرتبطة بثقافات أنسيستال بويبلوان وموجولون وهوهوكام وجود نسبة الميثيل زانتين المرتبطة بتلك التي ينتجها نبات إليكس فوميتوريا. حددت نفس الدراسة أيضًا نسب الميثيل زانثين المرتبطة بشجرة الكاكاو. ولا ينتمي أي من هذين النباتين إلى المناطق التي تم العثور على عينات الفخار فيها، مما يشير إلى وجود تجارة بين المناطق التي تنتمي إليها تلك النباتات. تم استرداد العينات من 18 موقعًا في أريزونا وتشيهواهوا وكولورادو ونيو مكسيكو، بما في ذلك بويبلو بونيتو في تشاكو كانيون نيو مكسيكو وجراسهوبر بويبلو في أريزونا. تكشف الدراسة "عن الاستخدام الواسع النطاق لنباتين مختلفين يحتويان على الكافيين، الكاكاو والهولي، كأساس للمشروبات المستخدمة في التجمعات الطقسية الجماعية" بحلول "عام 1000 ميلادي على الأقل".
ويشير التحليل الكيميائي أيضًا إلى احتمال زيادة استخدام المشروبات المحضرة من الكاكاو بعد عام 1200، وانخفاض استخدام المشروبات المحضرة من نبات إليكس فوميتوريا. تم العثور على أصداف المياه العذبة من تكساس وأركنساس من بويبلو بونيتو ، والتي تم استخدامها كدليل محتمل على تجارة نبات إليكس فوميتوريا من الشرق. توجد أيضًا بعض أماكن زراعة شجر إليكس فوميتوريا في أمريكا الوسطى، لذا فإن الأصول الدقيقة لشجر إليكس فوميتوريا المستخدم في تحضير المشروبات غير معروفة حاليًا.

## الدلائل التاريخية عن استخدام السكان الأصليين للشاي

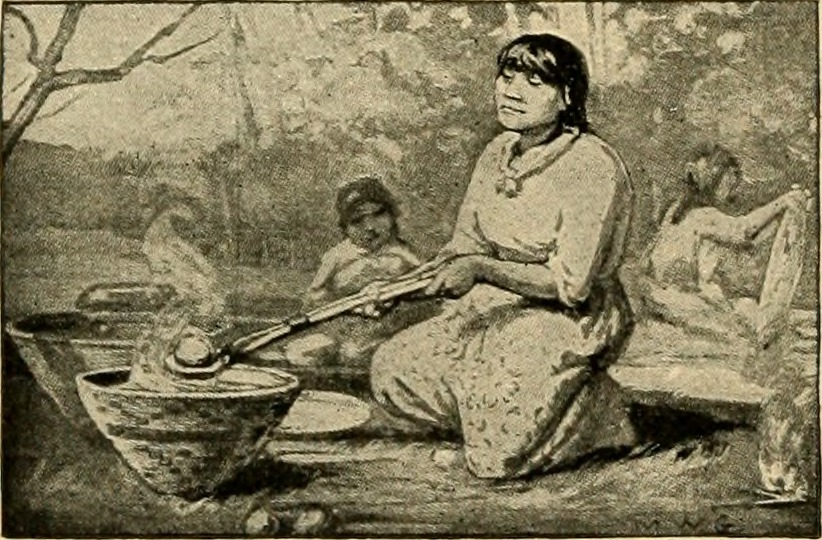
"الغلي الحجري"، طريقة أصلية لتحضير المشروبات والحساء

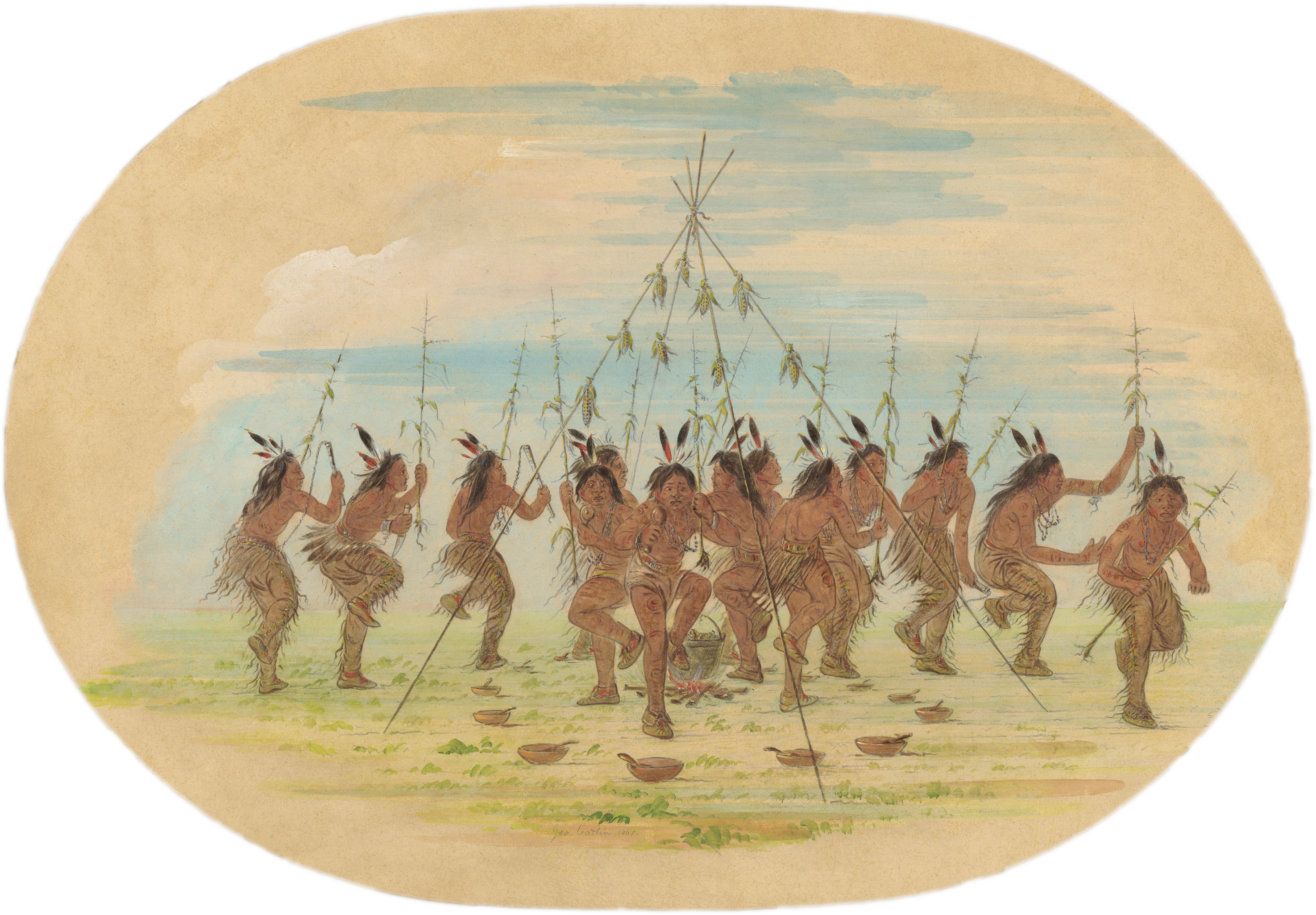
رقصة الذرة الخضراء، جورج كاتلين، 1861

تستخدم العديد من القبائل في جميع أنحاء جنوب شرق الولايات المتحدة شكلًا من أشكال المشروب المحبوب في احتفالاتهم. تم توثيق أن شعوب مسكوجي كريكس وتشيروكي وتشوكتاو وآيس وغوالي وتشيكاسو وتشيتيماشا وتيموكوا، وغيرهم يستخدمون نوعًا من المشروب الأسود في طقوس واحتفالات مختلفة، بما في ذلك الطقوس التي تركز بشكل خاص على شربه، وغالبًا ما يكون ذلك مصحوبًا بالغناء. كان يتم شربه أيضًا بشكل شائع في احتفالات الذرة الخضراء المختلفة التي أقامتها العديد من المجموعات الأصلية بالإضافة إلى استخدامه قبل مباريات الكرة الأمريكية الأصلية.
على الرغم من أن الطقوس تختلف بين القبائل المختلفة، إلا أن هناك بعض السمات المشتركة بينها. كان الرجال هم من يشربون المشروب الأسود في أغلب الأحيان، ويقومون بإعداده أيضًا، ولكن هناك بعض الروايات عن إعداده واستخدامه من قبل النساء بين بعض المجموعات. بعض هذه الطقوس شملت التقيؤ الطقسي، المرتبط بالتطهير. كان قيام القبائل بنقل نبات إليكس فوميتوريا إلى مناطق خارج النطاق الطبيعي مسؤولاً جزئيًا عن انخفاض إعداد المشروب الأسود بين الأمريكيين الأصليين الحاليين.[بحاجة لمصدر]
كما استخدمت مجموعات السكان الأصليين المختلفة مشروبات الياوبون خارج سياقات الاحتفالات الطقسية. وكانوا يشربونه يومياً كمشروب اجتماعي، وخاصة بين الرجال في اجتماعاتهم. كما شربوه أيضًا كمشروب منشط قبل القتال أو العمل. كما استخدموه أيضًا كدواء لعلاج الجروح، وتهدئة الأعصاب، وقمع الشهية، وتنظيم الدورة الشهرية. لقد استخدموه أيضًا لتحفيز الأحلام.

### قبائل الآيس
في عام 1696، شهد جوناثان ديكينسون استخدام مشروب تم تخميره من شجرة هولي ياوبون بين سكان ولاية فلوريدا. علم ديكنسون لاحقًا أن الإسبان أطلقوا على النبات اسم كاسينا. قامت قبائل الآيس بتجفيف الأوراق في وعاء، ثم قاموا بغليها. تم بعد ذلك نُقل السائل الناتج إلى وعاء كبير باستخدام قرع له عنق طويل مع ثقب صغير في الأعلى، وغطاء بثقب عرضه 51 ملم في الجانب. وفي المناسبة التي شهدها ديكينسون، قُدر أن هناك ما يقرب من ثلاثة جالونات من المشروب في الوعاء. وبعد أن برد السائل، تم تقديم المشروب في صدفة إلى الزعيم. ألقى الزعيم جزءًا منه على الأرض كبركة وشرب الباقي. وبعد ذلك تم تقديم الشاي لمساعدي الزعيم بالتناوب. لم يُسمح للرجال والنساء والأطفال من ذوي المكانة الأدنى بلمس المشروب أو تذوقه. جلس الزعيم ومساعدوه يشربون هذا المشروب، ويدخنون، ويتحدثون طوال معظم اليوم. وفي المساء، تم تغطية الوعاء الذي كان يحمل المشروب بجلد ليتخذ شكل طبلة. كان شعب الأيس، يحملون الطبل وبعض الخشخيشات، يغنون ويرقصون حتى منتصف الليل.

### قبائل ألاباما
كان شعب ألاباما يستخدم أيضًا مشروب الياوبون في تجمعاته. كما استخدموه أيضًا كقربان سلام، حيث قدموه لأعدائهم عندما طالبوا بالسلام.

### قبائل أبالاتشي
شربت قبيلة الأبالاش شاي الياوبون استعدادًا لمباراتهم. شملت الاستعدادات السحر والصيام والرقص بالإضافة إلى سكب شاي الياوبون على الأرض وشرب مشروب الياوبون بشكل طقسي.

### قبائل شيروكي
كان يتم تناول مشروب ياوبون الشيروكي لأغراض التطهير في العديد من الاحتفالات التقليدية وفي التحضير لأي حدث يتطلب التطهير الطقسي. وفقًا لويليام ل. ميريل، "استخدم شعب الشروكي مشروب القيء في عدد من السياقات، وربما كان أبرزها احتفالات الذرة الخضراء، والطقوس التي تسبق وتلي حملات الغارات وأثناء الاحتفالات والاحتفالات التي تُقام قبل لعب لعبة الكرة."
لم يكن إليكس فوميتوريا أصيًلا للمنطقة التي كانت تحت سيطرة قبيلة شيروكي قبل إزالتها، ولكن تم جلبه إلى المنطقة من خلال التجارة ثم تم زرعه.[بحاجة لمصدر]

### قبائل مسكوجي
بين شعب موسكوجي يسمى المشروب الأسود آسي (ássi). في طقوس بعض الثقافات التي تستخدم المشروب، بعد تحضيره يتم تقديمه إلى الشخص الأعلى مكانة أولاً، ثم الشخص الأعلى مكانة بعده، وهكذا. حين يحين دور كل شخص للشرب، قد يتم غناء الأغاني الطقسية. كان استخدامه يقتصر تقليديا على الرجال البالغين فقط. تم تحريف اسم طقس آسي ياهولا (Asi Yahola) أو مغني الشراب الأسود إلى اللغة الإنجليزية باسم أوسيولا.
من بين قبائل اتحاد مسكوجي كريك، كان يتم استهلاك الياوبون في طقوس التطهير الاحتفالية وكذلك في الاجتماعات الرسمية للغاية. علاوة على ذلك، ذكر العديد من الكتاب حول هذا الموضوع أن الرجال في مدن كريك كانوا يجتمعون يوميًا في مركز المدينة أو منازل المجلس لمناقشة الأمور الرئيسية وتناول مشروب الياوبون. كما قدم أهل الجداول أيضًا مشروبات الياوبون للزوار الودودين دليلا على نواياهم المضيافة.

### قبائل السيمينول
كان شعب السيمينول يشربون أيضًا مشروبات الياوبون. تم تسمية المحارب السيمينولي الشهير أوسيولا على اسم المشروب. اسمه السيمينولي هو في الواقع "آسي ياهولا"، "مغني الشراب الأسود" مما يشير إلى أنه كان مشاركًا في حفل شرب ياوبون الذي تضمن الغناء. استمرت طقوس شرب الياوبون بين شعب السيمينول حتى بعد نقلهم إلى المحميات. لا يزال بعض السيمينول يمارسونها، على الرغم من أن هذه الاحتفالات مغلقة أمام الجمهور.

### قبائل تيموكوا

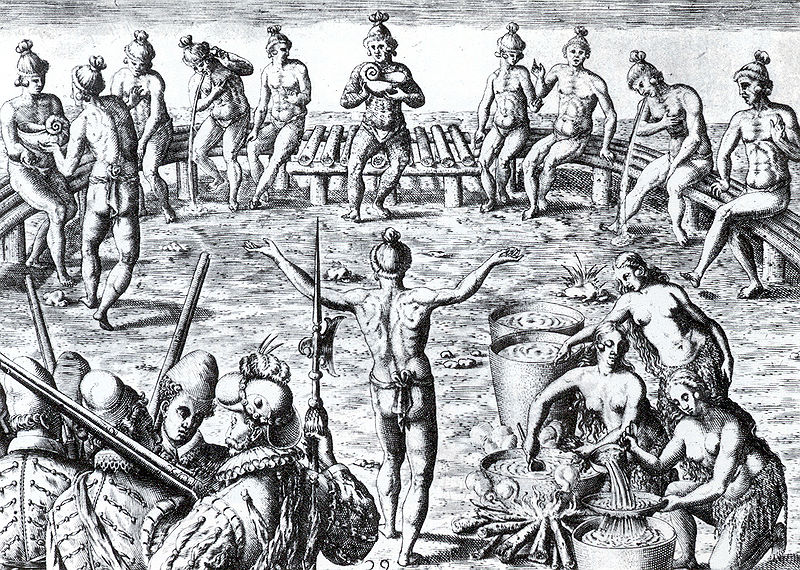
نقش من القرن السادس عشر لجاك لو موين لحفل تيموكوا يتضمن المشروب الأسود

شاع بين شعب تيموكوا نوع من المشروبات السوداء أطلق عليه الإسبان اسم كاسينا. كان إعداد واستهلاك المشروب مقتصرا بشكل صارم على منزل مجلس المجتمع. كان يتم استبعاد النساء (باستثناء رئيسة أنثى في بعض الأحيان) من مجلس القرية باستثناء الأنشطة مثل الرقصات، لكنهن كن يحضرن المشروب. في عام 1678، تم منح زعيمة قبيلة طريحة الفراش الإذن بتخمير واستهلاك مشروب كاسينا في منزلها، بشرط ألا يكون أي شخص آخر موجودًا أثناء قيامها بذلك. كانت أول رشفة من المشروب الأسود تسمى في تيموكوا كازينوموكيو "عين الكأس". كما ناقش المستكشفون الفرنسيون في فلوريدا استخدام شعب تيموكوا لشاي ياوبون، الذين أوضحوا كيف تم استخدامه في احتفالات التطهير كمقيء من قبل الرجال، حيث كان الزعيم القبلي يشرب أولاً، ثم المحاربون.

## الاستخدام التاريخي من قبل الأمريكيين من أصل أوروبي

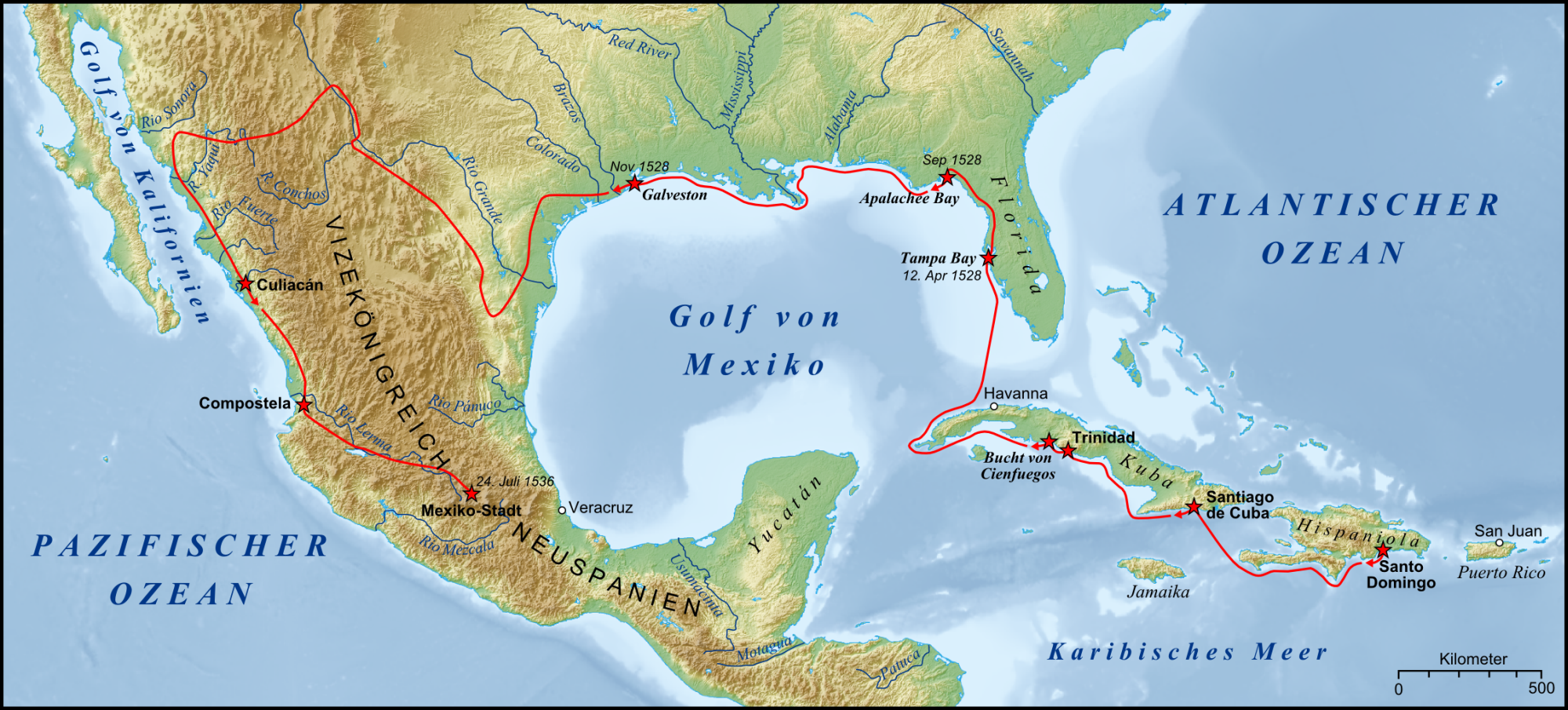
مسار رحلة نارفايز (حتى نوفمبر 1528)، وإعادة بناء تاريخية تخيلية لتجوالات كابيزا دي فاكا اللاحقة، حيث لاحظ أن الياوبون يُشرب بين السكان الأصليين لساحل الخليج

بعد لقاء الأوروبيين مع القبائل الأصلية في ما يعرف اليوم بجنوب شرق الولايات المتحدة، بدأ المستعمرون باستخدام أوراق هولي ياوبون المحمصة لصنع شاي مماثل للمشروب الأصلي للشرب اليومي (وليس للاستخدام الطقسي). تمت مناقشته لأول مرة من قبل المستكشف الأسباني ألفار نونيز كابيزا دي فاكا في القرن السادس عشر في كتابه La relación الذي كتب عن استخدامه في طقوس التطهير:
"ويشرب [السكان الأصليون] هناك شيئًا آخر يصنعونه من أوراق الأشجار مثل شجرة البلوط المقدس...." وأما ما شربوه فإنهم يتقيؤونه، وهو ما يفعلونه بكل سهولة وبغير خجل.
وقد تم توثيق استخدامه من قبل المستعمرين الإسبان في مستوطنات فلوريدا الإسبانية (مثل سانت أوغسطين) منذ عام 1615، عندما كتب أحد القساوسة الإسبان "لا يوجد إسباني أو هندي لا يشربه كل يوم في الصباح أو المساء". في تقرير من ذلك العام كتبه عالم النبات فرانسيسكو زيمينيز، وصف الإسبان بأنهم كانوا يعانون من أعراض يمكن وصفها الآن بأنها اعتماد على الكافيين بسبب الاستهلاك اليومي لما أطلقوا عليه اسم كاسينا أو تي ديل إنديو .
تم توثيق استخدام نبات إليكس فوميتوريا من قبل المستعمرين في صناعة الشاي والاستخدامات الطبية في منطقة كارولينا في أوائل القرن الثامن عشر. وفي المستعمرات الناطقة باللغة الإنجليزية، كان يُعرف بأسماء مختلفة مثل كاسينا، وشاي ياوبون، والشاي الهندي، وشاي كارولينا، وشاي الأبالاش. كان يُعتقد عمومًا أنه يُستخدم كمدِّر للبول. بحلول أواخر القرن الثامن عشر، كان شاي الياوبون أكثر استخدامًا في ولاية كارولينا الشمالية في وجبة الإفطار من الشاي المصنوع من نبات الكاميليا سينينسيس. بالإضافة إلى استخدامه بمفردهم، غالبًا ما كان المستعمرون الأوروبيون يشربون الشاي عند المشاركة في المناقشات والمعاهدات مع السكان الأصليين. وكان إعداده من قبل المستعمرين الأوروبيين مطابقًا تقريبًا لطريقة الإعداد التي استخدمها جيرانهم من السكان الأصليين. يُعتقد أن استهلاكه من قبل المستعمرين في لويزيانا الفرنسية كان يحدث، لكن لا يوجد توثيق بخلاف مصدر واحد يصف استخداماته الطبية منذ عام 1716.
يكتب تشارلز هدسون أنه بحلول الحرب الثورية الأمريكية (1775-1783)، كان نبات الياوبون يُزرع في المزارع الاستعمارية، وكان يُستهلك على نطاق واسع في المدن في جميع أنحاء المستعمرات الأمريكية الجنوبية. خلال العصر الثوري الأمريكي كانت هناك ردة فعل وطنية ضد الشاي البريطاني، ويرجع ذلك جزئيًا إلى قانون الشاي (1773). قاطعت الحملة المناهضة للشاي الشاي البريطاني وروجت للشاي العشبي المحلي، مثل شاي ياوبون وشاي لابرادور، والذي أطلقوا عليه اسم شاي الحرية. كان الإسبان يشربون مشروب ياوبون أيضًا، كما ذكر أحد الكتاب الفرنسيين "يستخدمه الإسبان بشكل كبير في جميع أنحاء فلوريدا: إنه حتى مشروبهم العادي". ووفقًا لمصادر أمريكا الجنوبية، قبل الحرب الأهلية الأمريكية "كانت كل مزرعة تقريبًا تحتوي على ما يسمى مشتل يوبون".
لم يكن شاي ياوبون شائعًا في جنوب أمريكا الشمالية فحسب، بل شاع تداوله وشربه أيضًا في أوروبا، بما في ذلك باريس ولندن. في أوروبا، كان الشاي يُعرف باسم شاي كارولينا أو شاي البحار الجنوبية في لندن وشاي أبالاشين في باريس. وقد تم الترويج له أيضًا باعتباره شايًا طبيًا. في القرن الثامن عشر، كتب عالم النبات الألماني يوهان ديفيد شوبف في مذكراته أن الشاي الأمريكي البديل أصبح شائعًا جدًا لدرجة أن شركة الهند الشرقية البريطانية رأت فيه تهديدًا لتجارة الشاي الخاصة بها. وقد دفع هذا إنجلترا إلى الحد من وارداتها من الياوبون. في هذا الوقت، أطلق عالم النبات الاسكتلندي ويليام أيتون على نبات الياوبون الاسم العلمي المثير للجدل، إليكس فوميتوريا (الاسم العلمي: Ilex vomitoria).  في حين أن هذا الاسم ربما يعكس استهلاكه الطقسي بين الأمريكيين الأصليين، يعتقد البعض (مثل عالم البيئة التطبيقي في فلوريدا فرانسيس بوتز) أن هذا الاسم كان أيضًا وسيلة لتشويه سمعة الياوبون وتقليل تأثيره على تجارة الشاي الإنجليزية. ظل الاسم العلمي للنبات محل جدال حتى وقت متأخر من القرن العشرين، واستمر الارتباك الأوروبي بشأن خصائصه القيئية المنسوبة زوراً حتى وقت متأخر من القرن التاسع عشر.
خلال الحرب الأهلية (1861-1865)، استُخدم شاي الياوبون كبديل للقهوة والشاي في جميع أنحاء الجنوب، منذ انقطاع إمداداتهما بسبب حصار الاتحاد. ظل استخدام مشروب ياوبون مستمرًا في ولاية كارولينا الشمالية لأغراض طبية وباعتباره مشروبًا شائعًا حتى أواخر تسعينيات القرن التاسع عشر. كانت صناعة شاي الياوبون مزدهرة في كارولينا في القرن التاسع عشر. في مطلع القرن العشرين، أصبح استخدامه وصم عار بسبب ارتباطه بعادة سكان الأرياف الذين كانوا فقراء للغاية بحيث لا يستطيعون شراء القهوة والشاي. وفقًا لتشارلز هدسون، "كان شاي كاسينا [ياوبون] وفيرًا للغاية على الساحل لدرجة أنه كان من الممكن أن يشربه الفقراء؛ ومن ثم أصبح منبوذًا". علاوة على ذلك، أصبح الشاي مرتبطًا بالسود الفقراء في جنوب أمريكا، الذين تبنوه أيضًا من السكان الأصليين، وشربوا الشاي على نطاق واسع واستخدموه كدواء شعبي. وعلى هذا النحو، بدأ البيض يتجنبون الياوبون بسبب ارتباطاته الطبقية والعرقية.
بحلول عام 1928 تم وصفه بأنه قيد الاستخدام الشائع فقط في جزيرة نوتس، بولاية كارولينا الشمالية. خلال فترة ما بين الحربين العالميتين (1918-1939)، قامت وزارة الزراعة الأمريكية بالتحقيق في استخدام شاي الكاسينا كبديل اقتصادي للقهوة والشاي، كما قاموا باختبار مشروبات الياوبون في معرض مقاطعة تشارلستون. وكانت هناك أيضًا محاولات قليلة لتسويق شاي الكاسينا خلال نفس الفترة. بحلول عام 1973، كان من المعتقد أن شاي الكاسينا كان يُقدم فقط في مطعم بوني آيلاند في جزيرة أوكراكوك، بولاية نورث كارولينا.

## العصر الحديث
في أوائل العقد الأول من القرن الحادي والعشرين، بدأ شاي الياوبون يشهد انتعاشًا في شعبيته مع قيام شركات ناشئة صغيرة جديدة في فلوريدا وجورجيا وتكساس بحصاد شاي الياوبون ومعالجته.
يمكن الآن شراء العديد من العلامات التجارية الأمريكية من شاي ياوبون (مثل Yaupon Brothers وLost Pines Yaupon وAsi Tea وCatspring Yaupon) في العديد من الأسواق المحلية وعبر الإنترنت وفي العديد من المواقع التاريخية المرتبطة بالأمريكيين الأصليين. تقوم هذه الشركات الصغيرة بتسويق شاي الياوبون باعتباره مشروبًا عضويًا يحتوي على الكافيين، ويتم الحصول عليه من مصادر محلية ويتم حصاده بطريقة أخلاقية وصديقة للبيئة. زاد الطلب على المشروب مؤخرًا وفي عام 2018 تم تشكيل جمعية ياوبون الأمريكية للترويج للياوبون. وفقًا لفولش، "الكثير من نبات الياوبون الذي تبيعه الشركات التي يقع مقرها في الولايات المتحدة عضوي - وهو تحوط شائع جزئيًا لأنه متوطن ولا يتطلب أي أسمدة أو مبيدات أعشاب أو مبيدات حشرية وقليل من الري أو لا يحتاج إلى أي ري على الإطلاق - ويتم البحث عنه أو زراعته في قطع صغيرة (حتى في الأفنية الخلفية لوسط فلوريدا)."
يتم الآن تسويق شاي ياوبون من قبل شركة Whole Foods، التي روجت له باعتباره أحد أفضل الأطعمة الجديدة لعام 2023. كما يتم بيعه الآن على شكل مشروب مثل مشروب الكومبوتشا المخمر وفي شكل مسحوق (على غرار الماتشا).
وفقًا لمراسل بي بي سي مات ستيرن، فإن شاي الياوبون يتم تحضيره على شكل "إكسير أصفر إلى برتقالي غامق برائحة فاكهية وترابية ونكهة ناعمة مع نغمات شعيرية" و"نسبة الزانثينات المنشطة مثل الكافيين والثيوبرومين والثيوفيلين تنتشر ببطء في الجسم، مما يوفر صفاء ذهنيًا خاليًا من التوتر وراحة للمعدة".
تتوفر العديد من الأصناف التجارية من الياوبون من المشاتل والمزارعين التجاريين، بما في ذلك: 'Folsom Weeping'، و'Grey's Little Leaf'، و'Jewel'، و'Nana'، و'Pendula'، و'Poole's Best'، و'Pride of Houston'، و'Shadow's Female'، و'Shillings/Stokes Dwarf'، و'Straughn's'، و'Yawkey'، و'Yellow Berry'.
ونظرًا للأضرار البيئية الحالية المرتبطة بمحاصيل الكافيين الأخرى مثل القهوة، فقد روجت دراسة حديثة أجراها علماء نبات أمريكيون لاستخدام محاصيل الكافيين المحلية، مثل الياوبون، كمحصول كافيين أكثر استدامة وصديقًا للبيئة.
ويستمر استخدام شاي ياوبون أيضًا من قبل بعض القبائل الأمريكية الأصلية، مثل السيمينول والشيروكي.

## روابط خارجية
- جمعية ياوبون الأمريكية
- صورة لأكواب الكاهوكيا المرتبطة بالمشروب الأسود :John Shanks (7 أغسطس 2012). "Use of Caffeinated Drink in pre-Columbian North America". Sci-News.com. مؤرشف من الأصل في 2018-09-29. "استخدام المشروبات المحتوية على الكافيين في أمريكا الشمالية ما قبل كولومبوس" . Sci-News.com .